# Missa pro populo
Missa pro populo (latín: "Misa para el pueblo") es un término utilizado en Libros litúrgicos y reglas de la Iglesia católica occidental. Se refiere a la obligación de todos los pastores ordenados de decir Misa por el pueblo que se les ha confiado.
Cada celebración de Misa puede ser dedicada (el término técnico es 'aplicada') para una intención particular. La intención puede ser por el bienestar de una persona o grupo de personas vivas, o por la purificación de una o más almas que han muerto. Se trata de una antigua tradición de la que existen pruebas que se remontan a los siglos II y III d. C.
Según el Código de Derecho Canónico vigente (1983), tanto los obispos diocesanos como los sacerdotes parroquiales están obligados a aplicar una Misa para todo el pueblo que se les ha encomendado en cada Domingo y en los días de precepto. Sin embargo, el clérigo puede cumplir esta obligación trasladando la celebración de esta intención de Misa a otro día, o delegando la responsabilidad en otro clérigo.

## La misa parroquial anterior al Vaticano II
La Missa pro populo está históricamente vinculada al antiguo concepto de Misa parroquial, tal como se describe en la Enciclopedia Católica de 1913, pero es distinta de ella:

La  parroquia se establece para proporcionar a los feligreses las ayudas de la religión, especialmente con la Misa. ... Los feligreses cumplen ahora su deber asistiendo a misa en cualquier iglesia; pero antiguamente debían al menos oír misa en la iglesia parroquial. Esta obligación cayó en desuso debido a los privilegios concedidos a las órdenes religiosas; el Concilio de Trento, la trata sólo como un consejo; y a pesar de ciertas regulaciones provinciales y diocesanas de los siglos XVI y XVII, la obligación cesó.

Al no ser la Misa estrictamente conventual, el derecho común no obligaba a cantarla como missa cantata, pero podía hacerse, y frecuentemente se hacía, por prescripción de los estatutos o costumbres de la zona. Generalmente iba precedida de la  bendición con agua bendita y aspersión de agua los domingos. Incluso si la misa no se cantaba, se celebraba con solemnidad adicional, con más de dos velas en el altar y al menos dos servidores. Lo característico era la instrucción, con sus oraciones especiales, los anuncios hechos a la congregación, la publicación de  amonestaciones matrimoniales y, finalmente, el consabido sermón u homilía. Estas dos últimas características, tan comunes hoy en día, sólo se hicieron obligatorias en las misas de los domingos y días santos hace relativamente poco tiempo en la larga historia de la misa.